# Partikularrecht im Großherzogtum Hessen

Auch das Wappen spiegelt die territoriale Vielfalt wider, aus der sich das Großherzogtum Hessen zusammensetzte.

Das Partikularrecht im Großherzogtum Hessen war das bis zum 1. Januar 1900 im Großherzogtum Hessen geltende Zivilrecht. Es war durch eine kleinteilige Rechtszersplitterung geprägt.

## Geltungsbereich
In den rechtsrheinischen Provinzen des Großherzogtums Hessen, Oberhessen und Starkenburg, galt das Gemeine Recht, das aber in den meisten Gebietsteilen von Partikularrecht überlagert war. Es gelang das gesamte 19. Jahrhundert hindurch nicht, diese aus dem Alten Reich überkommene, hoch komplexe Situation zu bereinigen, so dass es bis zur Einführung des reichsweit geltenden Bürgerlichen Gesetzbuches zum 1. Januar 1900 Bestand hatte.
In der linksrheinischen Provinz Rheinhessen dagegen galt einheitlich das französische Recht.

## Aufstellung der Partikularrechte
- Französisches Recht:
  - Provinz Rheinhessen, einschließlich des rechtsrheinischen Mainz-Kastel und des durch die Rheinbegradigung 1829 rechtsrheinisch gewordenen Kühkopfes.[2] Der Code civil wurde in dem später zu Rheinhessen gehörenden Gebiet 1804 eingeführt und galt im französischsprachigen Originaltext, jedoch gab es „offizielle“ Übersetzungen.[3]
- Gemeines Recht ohne Überlagerung durch ein Partikularrecht:
  - Die Teile der Provinz Oberhessen, die aus der Marburger Erbschaft an Hessen-Darmstadt fielen.[4]
  - Die Ämter Gießen, Busecker Tal, Allendorf, Homberg an der Ohm, Burg-Gemünden, Alsfeld, Grebenau, Ulrichstein, Butzbach und Rosbach.[5]
  - Der hessische Teil des Amtes Hüttenberg und Philippseck.[6]
  - Friedberg.[7]
  - Patrimonialgericht Ockstadt.[8]
  - Fränkisch-Crumbach, Georgenhausen, Bobstadt, Finkenhof und im überwiegenden Teil des Amtes Umstadt,[9] alle in der Provinz Starkenburg gelegen. In den übrigen Teilen des Amtes Umstadt galt Kurpfälzisches Landrecht.[10]
- Stadt- und Amtsbrauch von Grünberg
- Riedesel’sche Verordnungen
- Fuldisches Recht
- Schlitzer Verordnungen
- Kurhessisches Recht in nachfolgend 1866 erworbenen Gebieten:[11]
  - Distrikt Katzenberg
  - Ehemals kurhessische Exklave Treis an der Lumda
- Solmser Landrecht galt in großen Teilen des südlichen Teils der Provinz Oberhessen und den ehemals hanauischen und isenburgischen Gebieten der Provinz Starkenburg. Darüber hinaus galt das Solmser Landrecht in unterschiedlichem Umfang und in Kombination mit anderem Partikularrecht:
  - Solmser Landrecht, überlagert von kurhessischem Recht bis 1866 in:[12]
    - Amt Dorheim
    - Massenheim
    - Rumpenheim

  - Friedberger Polizeiordnung und subsidiär Solmser Landrecht[13]
  - Einzelmaterien des Solmser Landrechts galten in den ehemals stolbergischen Gebieten[14]
    - Herrschaft Gedern und
    - stolbergischer Teil des Amtes Ortenberg
- Nassauisches Recht und Titel 28 des Solmser Landrechts[Anm. 1] (eheliches Güterrecht) in dem 1866 erworbenen, vormals nassauischen Amt Reichelsheim[15]
- Nassauisches Recht, Mainzer Landrecht und Titel 28 des Solmser Landrechts[Anm. 1] (eheliches Güterrecht) in dem 1866 erworbenen, vormals nassauischen Ortsbezirk Haarheim (heute: Frankfurt-Harheim)[16]
- Landrecht der Obergrafschaft Katzenelnbogen
  - Obergrafschaft Katzenelnbogen[17]
  - Amt Seeheim[18]
- Erbacher Recht
  - ehemalige Grafschaft Erbach[19]
  - Herrschaft Breuberg[20]
- Mainzer Landrecht[21]
  - Amt Gernsheim
  - Oberamt Starkenburg
  - Oberamt Steinheim
  - Amt Hirschhorn
  - Amt Seligenstadt
  - Amt Rockenberg
  - die Orte Messenhausen, Dorndiel, Mosbach und Radheim[22]
- Pfälzisches Landrecht,[23] in einigen Gebieten – vor allem dem ehemaligen Amt Lampertheim – auch nur einzelne Teile des Kurpfälzischen Landrechts.[24][Anm. 2]
- Frankfurter Recht in den durch den Friedensvertrag vom 3. September 1866 erworbenen Gebieten der ehemals Freien Stadt Frankfurt, nämlich den Dörfern
  - Dortelweil und
  - Nieder-Erlenbach
 Hier galten die Frankfurter Reformation und mehrstufig subsidiär das Solmser Landrecht[25] und das Gemeine Recht.[26]
- Stadtrecht von Wimpfen in der Fassung von 1775[27]
  - Stadt Wimpfen
  - Wimpfen im Thal
  - Hohenstadt
  - Helmhof
- Stadtrecht von Butzbach von 1578 in der Stadt Butzbach und ihrer Gemarkung.[28]
- Württembergisches Landrecht von 1555 in der Fassung von 1610 für die hessischen Untertanen und deren Liegenschaften in Kürnbach[29]